# Fudbalski Klub Lokomotiva Skopje
Il Fudbalski klub Lokomotiva Skopje (in macedone ФК Локомотива Скопје?), meglio noto come Lokomotiva Skopje, è una società calcistica macedone con sede nella capitale Skopje. Milita nella Treta liga, la terza divisione del campionato macedone di calcio.

## Palmarès

### Competizioni nazionali
- Treta makedonska fudbalska liga: 2

2016-2017 (Divisione Nord), 2021-2022

### Altri piazzamenti
- Treta Liga:

Promozione: 2006-2007